# Ibrahim Cissoko
Pour les articles homonymes, voir Cissoko.
Ibrahim Cissoko, né le 26 mars 2003 à Nimègue aux Pays-Bas, est un footballeur néerlando-guinéen, qui évolue au poste d'ailier gauche au Bolton Wanderers, en prêt du Toulouse FC.

## Biographie

### En club

#### NEC Nimègue
Né à Nimègue aux Pays-Bas de parents guinéens, Ibrahim Cissoko intègre le centre de formation du NEC Nimègue en 2016. Il signe son premier contrat professionnel avec le NEC, le 16 janvier 2021, le liant au club jusqu'en juin 2023.
Cissoko joue son premier match en professionnel le 29 avril 2022, lors d'une rencontre d'Eredivisie, la première division néerlandaise, contre le FC Utrecht. Il entre en jeu et son équipe s'incline par un but à zéro. Le jeune ailier marque son premier but en professionnel dès sa deuxième apparition, le 8 mai 2022, lors de la journée suivante contre Go Ahead Eagles. Entré en jeu, il donne la victoire à son équipe en marquant le seul but de la partie dans le temps additionnel sur un service de Mikkel Duelund,.
Le 2 juillet 2022, Cissoko prolonge son contrat avec le NEC Nimègue jusqu'en juin 2024 avec une option pour une saison supplémentaire.

#### Toulouse FC
Le 8 juin 2023, le club français du Toulouse FC rend officiel un accord de principe avec Nimègue pour le transfert de Cissoko, qui prend effet le 1er juillet suivant, à l'ouverture du marché des transferts estival, et dont le montant est estimé à 2,5 millions d'euros.

## Palmarès
Avec le Toulouse FC, Ibrahim Cissoko est finaliste du Trophée des champions en 2023.

## Statistiques
| Saison                | Club                  | Championnat           | Championnat | Championnat | Championnat | Coupe(s) nationale(s) | Coupe(s) nationale(s) | Coupe(s) nationale(s) | Supercoupe | Supercoupe | Supercoupe | Compétition(s) continentale(s) | Compétition(s) continentale(s) | Compétition(s) continentale(s) | Compétition(s) continentale(s) | Total | Total | Total |
| Saison                | Club                  | Division              | M.          | B.          | P.d.        | M.                    | B.                    | P.d.                  | M.         | B.         | P.d.       | Comp.                          | M.                             | B.                             | P.d.                           | M.    | B.    | P.d.  |
| 2021-2022             | NEC Nimègue           | Eredivisie            | 4           | 1           | 0           | -                     | -                     | -                     | -          | -          | -          | -                              | -                              | -                              | -                              | 4     | 1     | 0     |
| 2022-2023             | NEC Nimègue           | Eredivisie            | 26          | 2           | 0           | 2                     | 0                     | 0                     | -          | -          | -          | -                              | -                              | -                              | -                              | 28    | 2     | 0     |
| Sous-total            | Sous-total            | Sous-total            | 30          | 3           | 0           | 2                     | 0                     | 0                     | -          | -          | -          | -                              | -                              | -                              | -                              | 32    | 3     | 0     |
| 2023-2024             | Toulouse FC           | Ligue 1               | 10          | 0           | 1           | 1                     | 0                     | 0                     | 1          | 0          | 0          | C3                             | 1                              | 0                              | 0                              | 13    | 0     | 1     |
| Total sur la carrière | Total sur la carrière | Total sur la carrière | 40          | 3           | 1           | 3                     | 0                     | 0                     | 1          | 0          | 0          | -                              | 1                              | 0                              | 0                              | 45    | 3     | 1     |